# Daniel Roth (Organist)

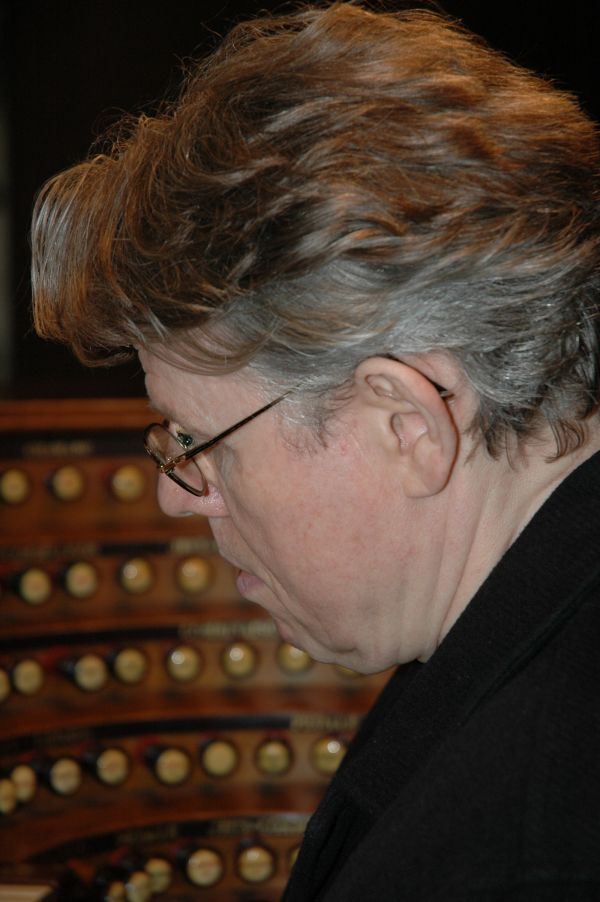
Daniel Roth 2006

François Daniel Roth (* 31. Oktober 1942 in Mülhausen, Elsass) ist ein französischer Komponist, Organist und Musikpädagoge.

## Leben
Daniel Roth wurde als einziges Kind des Kaufmanns René Roth (1912–1988) und dessen Frau Angèle, geb. Higelin (1916–2016) geboren. Seine Muttersprache ist Deutsch im Elsässischen Dialekt. Als Kind begeisterte er sich sehr für die Malerei und besuchte Malkurse in der Kunstschule  Mühlhausen. Sein Vater drängte ihn zum Klavierspiel, von seinem Klavierlehrer war Roth gar nicht begeistert. Der Film „Es ist Mitternacht, Dr. Schweitzer“ über Albert Schweitzer, für den Marcel Dupré die Musik (an der Orgel von St. Sulpice) einspielte, inspirierte Roth als Zehnjährigen, sich dem Orgelspiel intensiv zuzuwenden. Er gab die Malkurse auf und begann eine Klavierausbildung am Conservatoire seiner Heimatstadt Mülhausen. 1960 trat er in das Conservatoire de Paris ein, wo ihm bis 1970 fünf erste Preise zuerkannt wurden. Zu seinen Lehrern zählten Marcel Bitsch, Norbert Dufourcq, Maurice Duruflé, Rolande Falcinelli und Henriette Puig-Roget. Nach dem ersten Preis in der Orgelklasse 1963 bereitete er sich ab 1964 privat bei Marie-Claire Alain auf internationale Wettbewerbe vor, von denen er fünf bedeutende gewann, darunter den Grand Prix de Chartres 1971 in Literaturspiel und Improvisation. Seit der zweiten Hälfte der Sechziger Jahre widmete er sich zunehmend einer internationalen Karriere als Konzertorganist und Improvisator.
1963 wurde er Stellvertreter seiner Lehrerin Rolande Falcinelli an der Basilique du Sacré-Cœur in Paris, der er 1973 als Titularorganist nachfolgte. Von 1985 bis 2022 war Roth Titularorganist in St-Sulpice de Paris. Seit Februar 2023 spielt Roth als Titulaire Emerité einmal pro Monat das sonntägliche Orgelkonzert ("Audition") um 10:00 Uhr sowie die darauffolgende Messe um 11:00 Uhr. Seine Nachfolger als Titularorganisten sind Karol Mossakowski und Sophie-Véronique Cauchefer-Choplin.
Von 1974 bis 1976 war Daniel Roth Artist in Residence am National Shrine of the Immaculate Conception und Orgelprofessor an der Catholic University of America in Washington, D.C. Nach Professuren an den Konservatorien von Marseille (1973–1979) und Straßburg (1979–1988) sowie der Hochschule für Musik Saar in Saarbrücken (1988–1995) unterrichtete er von 1995 bis 2007 künstlerisches Orgelspiel und Improvisation an der Hochschule für Musik und Darstellende Kunst Frankfurt am Main. Darüber hinaus war er künstlerischer Berater beim Bau der Konzertsaalorgel von Karl Schuke in der Philharmonie Luxembourg, deren Einweihung er 2005 spielte.
Daniel Roth wurde zum Chevalier de la Légion d’Honneur und Officier de l’Ordre des Arts et des Lettres ernannt. Außerdem wurde er als „Honorary Fellow of the Royal College of Organists“ ausgezeichnet und erhielt 2006 den Preis der Europäischen Kirchenmusik in Schwäbisch Gmünd. 2015 wurde er vom New York City Chapter der American Guild of Organists (AGO) als „International Performer of the Year“ ausgezeichnet.
Zu seinen vier Kindern zählen die Malerin Anne-Marie Roth Baud (geb. 1968), der Flötist und Dirigent François-Xavier Roth (geb. 1971) und der Bratschist Vincent Roth (geb. 1974).

## Kompositionen

### Orgel solo
- Cinq Versets sur "Veni creator" für Orgelpositiv ohne Pedal (1965 komponiert. In: L’organiste liturgique n°53. Paris: Éditions Schola Cantorum)
- Évocation de la Pentecôte (1979 komponiert. Paris: Leduc, 1979/revidiert 1996, unveröffentlicht)
- Joie, Douleur et Gloire de Marie (1990 komponiert. London: Novello, 1990)
- Introduction et Canzona (1977–1990 komponiert. Leutkirch: Pro Organo, 1992)
- Final Te Deum (1981 komponiert. Kassel: Bärenreiter, 1993)
- Hommage à César Franck (1990 komponiert. Paris: Leduc, 1993)
- Après une Lecture… (1993 komponiert. In: 1er recueil d'œuvres pour orgue. Paris: Éditions Billaudot, 1993)
- Pour la nuit de Noël (1993 komponiert. Paris: Leduc, 1993):
  - Prélude "Veni, veni Emmanuel"
  - Communion
  - Postlude
- Triptyque – Hommage à Pierre Cochereau (1995 komponiert. Paris: Leduc, 1996):
  - Prélude
  - Andante
  - Toccata
- Petite Rhapsodie sur une chanson alsacienne (In: "Elsässische Orgelmusik aus vier Jahrhunderten". Mainz: Schott, 1998)
- Artizarra – Fantaisie sur un chant populaire basque, pour la fête de l’Epiphanie (1999 komponiert. Mainz: Schott, 2002)
- Fantaisie fuguée sur "Regina caeli" (Mainz: Schott, 2007)
- Livre d'orgue pour le Magnificat, Hommage au Facteur d'orgues Aristide Cavaillé-Coll – Volume I (Paris: Éditions de l'Association Boëllmann-Gigout, 2007)
  - Ia. Magnificat
  - Ib. Et exsultavit
  - II. Quia respexit
  - III. Quia fecit
  - IV. Et misericordia
  - V. Fecit potentiam
- Livre d'orgue pour le Magnificat, Hommage au Facteur d'orgues Aristide Cavaillé-Coll – Volume II (Paris: Éditions de l'Association Boëllmann-Gigout, 2011)
  - VI. Deposuit
  - VII. Esurientes
  - VIII. Suscepit
  - IX. Sicut locutus est
  - X. Gloria
- Christus factus est – Fantaisie sur le graduel de la messe du Jeudi Saint (Sampzon: Delatour France, 2012)
- Contrastes (In: "Kölner Fanfaren – 17 festliche Orgelstücke". St. Augustin: Butz-Verlag, 2012)
- Ut, ré, mi – Fantaisie sur l'hymne à saint Jean Baptiste (Sampzon: Delatour France, 2014)
- Ave maris stella (In: "Orgues nouvelles", Oktober 2014)
- Die Liebe... ein Feuer! La Pentecôte (2015 komponiert. Sampzon: Delatour France, 2017)
- Deux courtes pièces liturgiques (In: "Orgues nouvelles", Juni 2019):
  - Alleluia
  - Méditation
- Prélude pour l'Introït de la messe du jour de Noël, « Puer natus est » (2019 komponiert. Unveröffentlicht)

### Orgel zu vier Händen
- Diptyque (2009 komponiert. Sampzon: Delatour France, 2011)
  - Andante
  - Allegro giocoso

### Zwei Orgeln
- Fantaisie-Dialogue (Sampzon: Delatour France, 2013)
- Quatre Pièces (2017 komponiert. Unveröffentlicht)
  - Prélude
  - Offertoire
  - Communion
  - Sortie

### Kammermusik
- Légende für Oboe und Klavier (Paris: Éditions Billaudot, 1989)
- Aïn Karim; Fantasie für Flöte und Orgel (Mainz: Schott, 1998)
- Pièce für Viola und Orgel (2014 komponiert. Unveröffentlicht)

### Vokalwerke
- Reine du ciel a cappella (Strasbourg: Éditions Caecilia, 1977)
- Notre Père a cappella (Strasbourg: Éditions Caecilia, 1977)
- Gebt Zeugnis! für Solisten, gemischen Chor und Orgel (Mainz: Schott, 1998)
- Missa brevis für gemischen Chor und Orgel (1964/1998 komponiert. Mainz: Schott, 2001)
- In manus tuas Domine für vierstimmig gemischen Chor und Orgel ad lib. (St. Augustin: Butz-Verlag, 2002)
- Ego sum panis vitae für gemischten Chor und Orgel (2004 komponiert. St. Augustin: Butz-Verlag, 2005)
- Missa de archangelis für gemischten Chor und Orgel (Sampzon: Delatour France, 2006)
- 3 Motets für gemischten Chor a cappella (Sampzon: Delatour France, 2006)
  - Ave Maria
  - Dignare me, o Jesu
  - Regina Caeli
- Ave Maria für Sopran und Orgel (Sampzon: Delatour France, 2012)
- Missa festiva Orbis factor für gemischten Chor und Orgel (Sampzon: Delatour France, 2013)
- Missa beuronensis für Orgel und gregorianischen Choral (St. Augustin: Butz-Verlag, 2016)
- Psalm 124: "Unsere Seele ist entronnen" (2017 komponiert. Unveröffentlicht)
- Liedkantate über den Choral "Nun lobet Gott im hohen Thron" (2017 komponiert. Unveröffentlicht)
- Jubilate Deo für gemischten Chor a cappella (2020 komponiert. Unveröffentlicht.)

### Orchester
- Licht im Dunkel für Orgel, Klavier und Orchester:
  - I. L'Espérance (Poème für Orchester) (Mainz: Schott, 2005)
  - II. L'Amour (für Orgel, Klavier und Orchester) (Mainz: Schott, 2009)
  - III. La Joie (Fantaisie für Orgel, Klavier und Orchester) (Mainz: Schott, 2007)

### Orgeltranskriptionen
- César Franck: Interlude symphonique aus dem Oratorium Rédemption (Kassel: Bärenreiter, 1996)
- Camille Saint-Saëns: Scherzo aus den Six Duos op. 8 für Harmonium und Klavier (Paris: Éditions Jobert, 2001)
- César Franck: Sinfonie d-Moll für Orchester; Bearbeitung nach der Fassung des Komponisten für Klavier zu vier Händen (unveröffentlicht)

## Bibliographie
- Adolph, Wolfram: Schöpferisch-musikalische Empathie. Daniel Roth zum 70. Geburtstag. Organ – Journal für die Orgel 15, Nr. 3 (2012), S. 16–19.
- Dub-Attenti, Pierre-François und Christophe Zerbini (Hrsg.): Daniel Roth, Grand chœur. Entretiens avec Pierre-François Dub-Attenti et Christophe Zerbini, Volume I. Paris: Éditions Hortus, 2019. ISBN 978-2-910582-22-7.
- Dub-Attenti, Pierre-François und Christophe Zerbini (Hrsg.): Daniel Roth, Grand chœur. Entretiens avec Pierre-François Dub-Attenti et Christophe Zerbini, Volume II. Paris: Éditions Hortus, 2019. ISBN 978-2-910582-23-4.
- Hommage à Daniel Roth. Ein Künstlerportrait. Sulz am Neckar: ORGANpromotion, 2007. OP 6002 (DVD & CD).
- Orgeln haben eine Seele. Daniel Roth und die Cavaillé-Coll-Orgeln. Ein Film von Nele Münchmeyer. Mainz: ZDF/3Sat, 1994.
- Reifenberg, Peter: Daniel Roth – Botschafter der großen Orgel von St. Sulpice. Organ – Journal für die Orgel 2, Nr. 4 (1999), S. 30–36.
- Roth, Daniel: Le Grand-Orgue A. Cavaillé-Coll, Mutin de la Basilique du Sacré-Cœur de Montmartre à Paris (La Flûte harmonique, Numéro spécial 1985). Paris: Association A. Cavaillé-Coll, 1985.
- Roth, Daniel: Einige Gedanken zur Interpretation des Orgelwerks von César Franck, zu seiner Orgel und zur Lemmens-Tradition. In: Orgel, Orgelmusik und Orgelspiel. Festschrift Michael Schneider zum 75. Geburtstag, hrsg. von Christoph Wolff, S. 111–117. Kassel: Bärenreiter, 1985.
- Roth, Daniel und Günter Lade: Die Cavaillé-Coll-Mutin-Orgel der Basilika Sacré-Coeur in Paris. Langen bei Bregenz: Edition Lade, 1992. ISBN 3-9500017-2-7.
- Roth, Daniel und Pierre-François Dub-Attenti: L’orgue néo-classique et le grand orgue Aristide Cavaillé-Coll de Saint-Sulpice. L'Orgue 295–296 (2011).
- Roth, Daniel: "Le plus bel orgue du monde". Aspekte der Registrierung Bach'scher Orgelmusik auf Cavaillé-Coll-Orgeln, dargestellt am Beispiel der großen Orgel von Saint-Sulpice, Paris. Organ – Journal für die Orgel 15, Nr. 3 (2012), S. 20–24, 26, 28–29.
- Roth, Daniel und Pierre-François Dub-Attenti: The Neoclassical Organ and the Great Aristide Cavaillé-Coll Organ of Saint-Sulpice, Paris. London: Rhinegold Publishing, 2014.
- Petersen, Birger (Hrsg.): Licht im Dunkel – Lumière dans les ténèbres. Festschrift Daniel Roth zum 75. Geburtstag. Bonn: Dr. J. Butz Musikverlag, 2017. ISBN 978-3-928412-23-0.
- Roth, Daniel und Pierre-François Dub-Attenti: Überlegungen zur Interpretation an der Orgel. In: Licht im Dunkel – Lumière dans les ténèbres. Festschrift Daniel Roth zum 75. Geburtstag, hrsg. von Birger Petersen, S. 265–419. Bonn: Dr. J. Butz Musikverlag, 2017.
- Roth, Daniel. The use of rubato in the organ works of César Franck. The American Organist 52, Nr. 2 (Februar 2018), S. 34–38.